# Papatowai
Papatowai es un pequeño asentamiento costero situado en la región de The Catlins, dentro del distrito de Clutha una zona de Southland, en la Isla Sur de Nueva Zelanda El asentamiento se encuentra aproximadamente a medio camino entre las ciudades de  Dunedin e Invercargill, en la costa pacífica, cerca de la desembocadura del Río Tahakopa. 
Está rodeado por bosques y hay numerosos senderos que parten de la localidad para visitar playas arenosas y cascadas. Además hay un sendero hacia los restos arqueológicos de asentamientos maorí en el área. En el pasado también se podían encontrar huesos de moa.

## Geografía
El nombre Papatowai proviene del maorí y significa "donde el bosque se encuentra con el mar". La localidad está rodeada de densos bosques nativos de podocarpos y helechos, y cuenta con una variedad de senderos naturales que conducen a playas de arena y cascadas. Entre las atracciones cercanas se encuentran las McLean Falls y las Purakaunui Falls, conocidas por su belleza escénica.

## Historia y cultura
La zona muestra evidencias de ocupación maorí temprana, con restos arqueológicos de antiguos asentamientos localizados en las cercanías. En el siglo XIX, la región atrajo a colonos europeos que establecieron pequeñas comunidades dedicadas a la agricultura y la pesca. Hoy en dia, Papatowai conserva una mezcla de viviendas permanentes y residencias vaacacionales, conocidas como cribs en Nueva Zelanda, que incrementan la población local durante los períodos vacacionales, especialmente en Navidad y Semana Santa.

## Clima
Papatowai presenta un clima templado oceánico, caracterizado por veranos frescos e inviernos suaves en comparación con otras zonas del interior de la Isla Sur de Nueva Zelanda. La temperatura media anual ronda los 11 °C, con precipitaciones frecuentes durante todo el año, lo que favorece la densa vegetación nativa de la región. Los meses más cálidos son enero y febrero, con temperaturas máximas promedio de 18 °C, mientras que los meses más fríos son julio y agosto, donde las temperaturas mínimas pueden descender a alrededor de 3 °C.
La influencia marina modera los extremos térmicos y contribuye a una elevada humedad relativa. El clima húmedo es ideal para la conservación de los ecosistemas de bosque templado lluvioso característicos de The Catlins.

## Naturaleza y fauna
Papatowai se encuentra en una región rica en biodiversidad, caracterizada por bosques nativos, estuarios y una variada fauna silvestre. El rstuario del río Tahakopa sirve de hábitat para numerosas aves zancudas, como las garzas y los ostreros. Además, en las aguas cercanas es común avistar leones marinos de Nueva Zelanda, focas y diversas especies de pingüinos, incluyendo en pingüino de ojos amarillos (hoiho), considerado una de las especies de pingüinos más raras dell mundo.
Los bosques que rodean Papatowai albergan una variedad de aves nativas, como el tui, el kererū (paloma neozelandesa), el piwakawaka (cola de abanico) y el korimako (bellbird). Estos bosques también son hogar de especies menos comunes como el mohua (cabeza amarilla) y el titipounamu (rifleman) .

## Turismo y actividades
Papatowai es un destino popular para actividades al aire libre como el senderismo, la observación de aves y el turismo ecológico. La proximidad a reservas naturales y parques protegidos permite a los visitantes disfrutar de la fauna autóctona, incluyendo especies como el kiwi, el pingüino de ojos amarillos (Megadyptes antipodes) y el león marino de Nueva Zelanda. También es conocida por la recolección histórica de huesos de moa, un ave extinta que habitaba el área.

## Economía
La economía de Papatowai se basa principalmente en el turismo, especialmente el ecoturismo y las actividades al aire libre, que aprovechan la riqueza natural de The Catlins. La localidad recibe visitantes interesados en el senderismo, la observación de aves, las playas y las cascadas cercanas. Durante las temporadas de mayor afluencia turística, como el verano austral, se incrementa significativamente la actividad económica local.
Además del turismo, algunas actividades tradicionales como la agricultura extensiva y la silvicultura contribuyen modestamente a la economía de la reegión, En menor medida la recolección artesanal de productos del mar en las áreas costeras complementa la subsistencia local.